# Schretstaken
Schretstaken est une commune allemande du Schleswig-Holstein, située dans l'arrondissement du duché de Lauenbourg (Kreis Herzogtum Lauenburg), à onze kilomètres au sud-ouest de la ville de Mölln. Schretstaken est l'une des onze communes de l'Amt Breitenfelde dont le siège est à Breitenfelde.